# Юбилейная медаль «80 лет Победы в Великой Отечественной войне 1941—1945 гг.»
Юбилейная медаль «80 лет Победы в Великой Отечественной войне 1941—1945 гг.» учреждена  Указом  Президента Российской Федерации В.В. Путина  от 2 сентября 2024 года № 743 «О юбилейной медали „80 лет Победы в Великой Отечественной войне 1941—1945 гг.“».
Первые вручения награды ветеранам Великой Отечественной войны состоялись в начале 2025 года .

## Положение о медали
Юбилейной медалью «80 лет Победы в Великой Отечественной войне 1941—1945 гг.» награждаются:
- военнослужащие и лица вольнонаемного состава, принимавшие в рядах Вооружённых сил СССР участие в боевых действиях на фронтах Великой Отечественной войны, партизаны и члены подпольных организаций, действовавших в период Великой Отечественной войны на временно оккупированных территориях СССР, военнослужащие и лица вольнонаёмного состава, служившие в период Великой Отечественной войны в Вооружённых силах СССР, лица, награждённые медалями «За победу над Германией в Великой Отечественной войне 1941—1945 гг.», «За победу над Японией», а также лица, имеющие удостоверение к медали «За победу над Германией в Великой Отечественной войне 1941—1945 гг.» либо удостоверение участника войны, подтверждающее участие в Великой Отечественной войне 1941—1945 годов;
- труженики тыла, награждённые за самоотверженный труд в годы Великой Отечественной войны орденами СССР, медалями «За доблестный труд в Великой Отечественной войне 1941—1945 гг.», «За трудовую доблесть», «За трудовое отличие», «За оборону Ленинграда», «За оборону Москвы», «За оборону Одессы», «За оборону Севастополя», «За оборону Сталинграда», «За оборону Киева», «За оборону Кавказа», «За оборону Советского Заполярья», а также лица, имеющие знак «Жителю блокадного Ленинграда» либо удостоверение к медали «За доблестный труд в Великой Отечественной войне 1941—1945 гг.»;
- лица, проработавшие в период с 22 июня 1941 г. по 9 мая 1945 г. не менее шести месяцев, исключая период работы на временно оккупированных территориях СССР;
- бывшие несовершеннолетние узники концлагерей, гетто и других мест принудительного содержания, созданных фашистами и их союзниками в период Второй мировой войны;
- граждане иностранных государств, не входящих в Содружество Независимых Государств, сражавшиеся в составе воинских национальных формирований в рядах Вооружённых сил СССР, в составе партизанских отрядов, подпольных групп, других антифашистских формирований, внесшие значительный вклад в Победу в Великой Отечественной войне 1941—1945 годов и награждённые государственными наградами Советского Союза или Российской Федерации.

Юбилейная медаль «80 лет Победы в Великой Отечественной войне 1941—1945 гг.» должна носиться на левой стороне груди и располагаться после медали «75 лет Победы в Великой Отечественной войне 1941—1945 гг.».
Согласно данным на 2024 год в странах бывшего СССР проживает примерно 16 тысяч участников и ветеранов Великой Отечественной войны:
- Россия — около 9700 участников боевых действий и инвалидов (2024)[4];
- Украина — около 5800 участников боевых действий (2024)[5];
- Беларусь — около 520 участников боевых действий и инвалидов войны (2024)[6];
- Литва — около 200 человек (2023)[7];
- Казахстан — 148 участников боевых действий и инвалидов войны (2024)[8];
- Узбекистан — 97 участников боевых действий (2023)[9];
- Грузия — 81 участник боевых действий (2024)[10][11];
- Армения — 46 участников боевых действий (2024)[12];
- Туркменистан — 33 участника боевых действий и инвалидов войны (2024)[13];
- Молдова — 37 участников боевых действий по данным властей Молдавии (2024)[14];
- Азербайджан — 30 участников боевых действий (2024)[15];
- Таджикистан — 24 участника боевых действий (2024)[16];
- Кыргызстан — 20 участников боевых действий и инвалидов войны (2024)[17][18];
- Латвия — 18 участников боевых действий (2021)[19];
- Эстония — 12 участников боевых действий (2023)[20].

## Описание медали
Материал: металл золотистого цвета.
Форма: круг диаметром 32 мм.
На лицевой стороне: композиция, изображающая фигуру воина-победителя, одетого в полевую форму одежды времён Великой Отечественной войны 1941—1945 годов, водружающего Знамя Победы над зданием Рейхстага. Знамя Победы покрыто красной эмалью. Слева и по центру медали — изображение салюта. Вверху медали — цифры «1945» и «2025», расположенные друг под другом и разделённые горизонтальной чертой. Внизу медали, по окружности, — изображение двух лавровых ветвей и гранёной пятиконечной звезды, расположенной в их основании.
На оборотной стороне: в центре — надпись «80 ЛЕТ ПОБЕДЫ В ВЕЛИКОЙ ОТЕЧЕСТВЕННОЙ ВОЙНЕ 1941—1945». Надпись заключена в лавровый венок, в основании которого расположено изображение знака ордена Отечественной войны I степени. Края медали окаймлены бортиком. Все изображения, надписи и цифры на медали рельефные.
Медаль при помощи ушка и кольца соединяется с пятиугольной колодкой, обтянутой шёлковой муаровой лентой шириной 24 мм. Правая половина ленты — тёмно-бордового цвета с продольной полоской красного цвета шириной 3 мм посередине. Левая половина ленты состоит из пяти чередующихся продольных полосок чёрного и оранжевого цветов шириной 2 мм, крайние чёрные полоски окаймлены оранжевыми полосками шириной 1 мм.
В изображении на лицевой стороне медали использован известный снимок фотокорреспондента   Евгения Халдея «Знамя Победы над рейхстагом». Лента к медали 80 лет Победы в Великой Отечественной войне 1941—1945 гг. объединяет  ленты  медали За победу над Германией в Великой Отечественной войне 1941—1945 гг. и Ордена Отечественной войны I степени.